# Airaphilus carpetanus
Airaphilus carpetanus is een keversoort uit de familie spitshalskevers (Silvanidae). De wetenschappelijke naam van de soort werd in 1870 gepubliceerd door Lucas Friedrich Julius Dominikus von Heyden.